# Josef Trousil
Josef Trousil (* 2. února 1935, Městečko) je bývalý československý atlet, běžec.
Třikrát reprezentoval na letních olympijských hrách (Melbourne 1956, Řím 1960, Tokio 1964). Největší individuální úspěch zaznamenal v roce 1961 na světové letní univerziádě v Sofii, kde získal v běhu na 400 metrů zlatou medaili. V roce 1966 na mistrovství Evropy v Budapešti doběhl ve finále na šestém místě. Jednu stříbrnou a bronzovou medaili získal ve štafetových bězích na evropských halových hrách (Dortmund 1966, Praha 1967).
Byl osminásobným mistrem Československa v běhu na 400 metrů. Jako první český sprinter zaběhl tuto trať pod 47 sekund (46,6) v roce 1956 a také pod 46 sekund (45,9) v roce 1964. Jeho osobní rekord v běhu na 400 metrů 45,7 byl dlouholetým československým rekordem.